# Reno Bighorns (2008-2018)
Reno Bighorns was een Amerikaanse basketbalclub uit Reno die uitkwam in de NBA D-League van 2008 tot 2018.

## Geschiedenis
De club werd in 2008 opgericht en speelde zijn wedstrijden in de Reno Events Center. De naam van de club verwees naar de Woestijndikhoornschaap dat het staatsdier is van de staat Nevada. Jay Humphries werd aangesteld als eerste hoofdcoach van de ploeg. Hij slaagde er in zijn eerste seizoen niet in om de ploeg naar de play-offs te leiden. In zijn tweede seizoen verloren de Bighorns in de eerste ronde van de play-offs van de Rio Grande Valley Vipers.
In 2010 werd Eric Musselman aangesteld als hoofdcoach, hij leidde de ploeg naar de play-offs. Daar wonnen ze eerst van de Erie BayHawks maar verloren in de volgende ronde opnieuw van de Rio Grande Valley Vipers. In 2011 werd Paul Mokeski hoofdcoach en het seizoen erop Jason Glover, beide heren wisten de club niet naar de play-offs te leiden.
In 2013 werd Joel Abelson hoofdcoach, onder hem verloor de club in de eerste ronde van de play-offs tegen de Fort Wayne Mad Ants. Voor de start van het seizoen 2014/15 werd David Arseneault Jr. aangesteld als nieuwe hoofdcoach. In zijn eerste seizoen werden de play-offs niet gehaald maar in zijn tweede seizoen werd de club uitgeschakeld in de eerste ronde door de Los Angeles D-Fenders.
Darrick Martin werd de hoofdcoach in de laatste twee seizoenen van de club. In zijn eerste jaar slaagde hij er niet in om de play-offs te halen. In oktober 2016 was de club gekocht door de Sacramento Kings die voor het laatste seizoen in Reno, de kleuren en logo veranderde om meer aan te sluiten bij de moederclub. In hun laatste seizoen werd er in de kwartfinales van de play-offs verloren tegen de South Bay Lakers. In 2018 verhuisde de club naar Stockton en veranderde hun naam in de Stockton Kings.

## Erelijst
- All-NBA D-League First Team: Blake Ahearn (2012), Erick Green (2016)
- All-NBA D-League Third Team: Patrick Ewing Jr. (2011)

## Resultaten
| Seizoen | Wins | Verlies | Play-offs    | Coach                |
| ------- | ---- | ------- | ------------ | -------------------- |
| 2008/09 | 25   | 25      |              | Jay Humphries        |
| 2009/10 | 28   | 22      | eerste ronde | Jay Humphries        |
| 2010/11 | 34   | 16      | halve finale | Eric Musselman       |
| 2011/12 | 21   | 29      |              | Paul Mokeski         |
| 2012/13 | 16   | 34      |              | Jason Glover         |
| 2013/14 | 27   | 23      | eerste ronde | Joel Abelson         |
| 2014/15 | 20   | 30      |              | David Arseneault Jr. |
| 2015/16 | 33   | 17      | eerste ronde | David Arseneault Jr. |
| 2016/17 | 21   | 29      |              | Darrick Martin       |
| 2017/18 | 29   | 21      | kwartfinale  | Darrick Martin       |

## Bekende (oud-)spelers
| - Jeremy Lin - Zeke Marshall - Thomas Gardner - Clifford Hammonds - Damone Brown |